# Jochen Marly
Jochen Marly (* 22. Oktober 1960 in Frankfurt am Main) ist ein deutscher Professor der Rechtswissenschaften an der Technischen Universität Darmstadt. 

## Akademische Laufbahn
Marly studierte von 1980 bis 1990 Rechtswissenschaften und Betriebswirtschaftslehre an der Johann-Wolfgang-Goethe-Universität in Frankfurt am Main. 1986 bestand er das erste juristische Staatsexamen. Anschließend war er als wissenschaftlicher Mitarbeiter tätig. Er wurde 1988 in Frankfurt am Main mit der Dissertation Wettbewerbsprozess und kommunikatorisches Verfahren: Grundlagen einer neuen zivilprozessualen Verfahrenskonzeption zum Dr. jur. promoviert. Von 1987 bis 1990 leistete er sein Referendariat am Landgericht Darmstadt ab und schloss sein Studium mit dem zweiten juristischen Staatsexamen ab. 1994 habilitierte er sich in Frankfurt am Main mit der Schrift Urheberrechtsschutz für Computersoftware in der Europäischen Union. 1994/1995 vertrat er einen Lehrstuhl an der Universität zu Köln.
Von 1995 bis 2000 war er Professor für Bürgerliches Recht und Zivilprozessrecht an der Universität Heidelberg. Seit dem 1. April 2000 ist er Professor für Zivilrecht, Gewerblichen Rechtsschutz und Urheberrecht sowie Recht der Informationsgesellschaft an der Technischen Universität Darmstadt. Von 2014 bis 2015 war er als Richter am Oberlandesgericht Frankfurt am Main ernannt.
Seine Forschungsschwerpunkte sind Gewerblicher Rechtsschutz und Urheberrecht, Computerrecht und Rechtsfragen der Neuen Medien.

## Schriften (Auswahl)
- Wettbewerbsprozess und kommunikatorisches Verfahren: Grundlagen einer neuen zivilprozessualen Verfahrenskonzeption. Lang, Frankfurt am Main 1988, ISBN 3-631-40371-2 (Dissertation).
- Urheberrechtsschutz für Computersoftware in der Europäischen Union. Beck, München 1995, ISBN 3-406-39473-6 (Habilitationsschrift).
- Softwareüberlassungsverträge. Beck, München 1991, ISBN 3-406-35882-9; zuletzt: Praxishandbuch Softwarerecht: Rechtsschutz und Vertragsgestaltung. 6. Auflage. Beck, München 2014, ISBN 978-3-406-66114-3.